# Geoffroy de Monmouth
 (décembre 2024).
Si vous disposez d'ouvrages ou d'articles de référence ou si vous connaissez des sites web de qualité traitant du thème abordé ici, merci de compléter l'article en donnant les références utiles à sa vérifiabilité et en les liant à la section « Notes et références ».
Pour les articles homonymes, voir Monmouth.
Geoffroy de Monmouth est un évêque et chroniqueur gallois, né vers 1095 à Monmouth et mort en 1154 ou 1155, peut-être à St Asaph (actuel pays de Galles). 
Familier de l'abbaye de Glastonbury, il a été au service du roi anglais Henri Ier et a produit des textes à prétention historique, écrivant en langue latine. 
Il est connu pour avoir été le premier à rédiger une version très étendue de la légende arthurienne et qui a servi de modèle à l'ensemble des récits arthuriens postérieurs. Les historiens modernes considèrent que ses textes sont largement dépourvus de fondement historique.

## Biographie
Le lieu de sa naissance n'est pas connu, mais il s'agit probablement de Monmouth au pays de Galles, dont la seigneurie a appartenu au Breton Withenoc ou Guihenoc de La Boussac. Il connaît bien la région de Monmouth, et décrit Caerleon dans son Historia regum Britanniae.
Il a étudié à Oxford, y a rencontré l'archidiacre Gautier (Walterus). Le 21 février 1152, l'archevêque de Cantorbéry Thibaut le consacre évêque de St Asaph (au nord du pays de Galles), dix jours après l'avoir ordonné prêtre. Il n'est pas certain qu'il a visité son évêché : les guerres d'Owain Gwynedd permettent d'en douter.

## Œuvre
Entièrement rédigée en latin, l'œuvre de Geoffroy se compose, dans l'ordre chronologique, des Prophéties de Merlin (Prophetiae Merlini), de l'Histoire des rois de Bretagne (Historia regum Britanniae, écrite entre 1135 et 1138, en douze livres), et de la Vie de Merlin (Vita Merlini, datée de 1149).
Probablement composées peu avant 1135 (il n'y est pas fait mention de la mort du roi Henri Ier), les Prophéties de Merlin se veulent la traduction latine de vers bretons (de l'île de Bretagne) sur les prophéties faites par le devin Merlin au roi de Bretagne Vortigern. Elles rendent compte de la chute du peuple breton, vaincu par les Saxons, et annoncent la restauration de sa puissance en des temps indéterminés. Geoffroy ne livre pas les clefs des prédictions du devin. 
L’Histoire des rois de Bretagne, présentée par son auteur comme une traduction d'un livre très ancien, le Liber vetustissimus, composé en breton « dans un très bon style » et emporté en Angleterre par le Normand Gautier alias Walter, archidiacre d'Oxford, est l'un des premiers monuments littéraires de l'histoire britannique et sera la source principale de la légende arthurienne, plus que l'Historia Brittonum de Nennius, antérieure d'un peu plus de deux siècles.
L'Historia a été traduite en gallois (Brut y Breninhed), et adaptée en langue d'oïl sous le titre de Roman de Brut en 1155 par Wace.

### Une intention politique
Une des clés de cette œuvre — par ailleurs un des plus gros succès littéraires médiévaux comme semblent l’indiquer les presque 220 manuscrits conservés entre 1138 et le XVe siècle — est sans doute la tentative d'ancrer la légitimité politique de la dynastie normande dans le passé de l'ancienne Bretagne, en mettant à profit la présence de nombreux seigneurs bretons parmi les conquérants de 1066. Les « Bretons » fournirent ainsi en quelque sorte aux Normands qu'ils aidèrent à conquérir l'Angleterre un passé local clé en main, justifiant la conquête puis la guerre féodale poursuivie contre les Gallois,. 
Plusieurs historiens spécialistes s’accordent à dire que Geoffrey de Monmouth compose son Historia Regum Britanniae sous l’influence d’un environnement politique normand. Il valorise la figure d’Arthur comme un roi conquérant de la Bretagne et vainqueur des Saxons — une image symbolique faisant écho à Guillaume lui-même conquérant de l’Angleterre —. Exagérant la portée du roi Arthur, Geoffrey se place au service de l’élite normande, comme modèle de roi-guerrier ayant dompté un ennemi intérieur (Saxons) puis extérieur (Rome),.
Ainsi ses principales œuvres sont une commande d'Henri Ier d'Angleterre puis d'Étienne d'Angleterre auxquels il dédie d'ailleurs ses œuvres : elles justifient leur règne et fortifient leur image en face des souverains de France et des autres pays d’Occident. 
En rupture avec ce consensus, Jean-Bernard Elzière a proposé une tout autre lecture de ces œuvres. Selon lui, les Prophetiae Merlini, renvoyent allégoriquement à l'histoire ecclésiastique de l'Écosse entre 1070 et 1135. Il soutient également que Geoffroy, après avoir évoqué dans cette première œuvre l'histoire de l'Église d'Écosse de 1070 à 1136, aurait entrepris de relater, sous le voile de l'allégorie, toute l'histoire ecclésiastique des Angles de Bernicie (Lindisfarne), « et plus généralement celle des habitants de la région scoto-cumbroberniciene entre le début du VIIe siècle et les environs de 1145 ».

## Fiabilité

### Historicité
Les historiens contemporains considèrent que les textes écrits par Geoffroy de Monmouth sont dépourvus de toute historicité. Selon les chercheurs, Geoffroy de Monmouth a largement inventé les faits qu'il dit rapporter et la fiabilité historique de ses textes est très faible. 
Néanmoins, on peut par exemple recentrer la problématique sur l'histoire des représentations. L'Historia contient par exemple le premier discours « décolonisé » sur la Bretagne et les Bretons de l'historiographie, ce qui n'a été relevé que très récemment et invite à replacer Geoffroy dans la perspective de l'acculturation du monde brittonique — dont il est bien plus le fossoyeur que le révélateur — à l'Occident féodal.[réf. nécessaire]

### Sources
Dès 1138, date de la mise en circulation de l'Historia, de sérieux doutes furent émis quant à l'existence de la source en langue brittonique sur laquelle prétendait s'appuyer Geoffroy.
En effet, affirmer s'appuyer sur une source unique est impensable dans l'historiographie médiévale d'Occident : toute œuvre d'historien devait être littéralement authentifiée par une autre œuvre, antérieure, à valeur d'autorité. À supposer que Geoffroy s'appuie sur une telle œuvre, celle-ci est demeurée inconnue des contemporains. Le passé de l'ancienne Bretagne n'était donc transmis que par une source unique, ce qui ouvrit sans doute la voie à la création d'un univers arthurien fictionnel.
La thèse de l'absence de sources gaéliques aux textes de Geoffroy de Monmouth défendue à la fin du XIXe siècle par les français Gaston Paris et Edmond Faral contre le Breton Arthur Le Moyne de la Borderie, a été réfutée au Xe Congrès des études arthuriennes à Nantes en 1972 par Gwenaël Le Duc, traducteur avec Claude Sterckx de la Chronique de Saint-Brieuc, grâce à l'identification du « liber vetustissimus » à un texte mentionné dans la Vita Goueznouii, soit le Livre des faits du roi Arthur, soit un autre texte perdu. 

## Postérité
Le texte de Geoffroy de Monmouth a une influence très importante sur les auteurs médiévaux qui s'emparent de la matière de Bretagne pour créer leurs œuvres. Wace dans le Roman de Brut ainsi que Chrétien de Troyes dans ses romans s'inspirent du récit de Geoffroy de Monmouth.